# Hiltonius australis
Hiltonius australis är en mångfotingart som först beskrevs av Grinnell 1908.  Hiltonius australis ingår i släktet Hiltonius och familjen Spirobolidae. Inga underarter finns listade i Catalogue of Life.